# Rundfunkjahr 1937

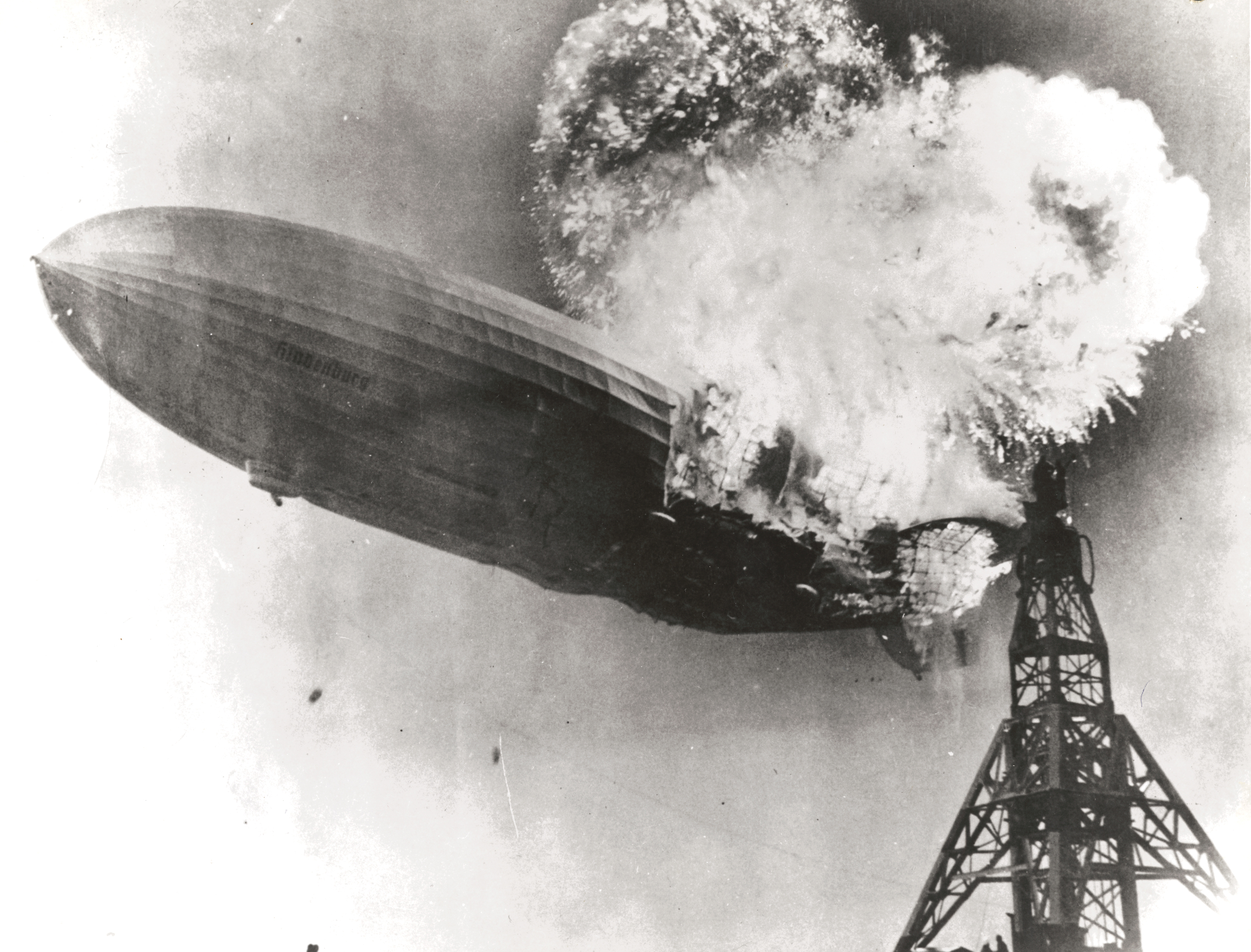
1937: Die Livereportage über Katastrophe der Hindenburg wird zu einem der bekanntesten Ereignisse der Hörfunkgeschichte

Liste der Rundfunkjahre

◄◄ | ◄ | 1933 | 1934 | 1935 | 1936 | Rundfunkjahr 1937 | 1938 | 1939 | 1940 | 1941 | ► | ►►

Weitere Ereignisse

## Allgemein
- 21. März – Die in deutscher Sprache verfasste Enzyklika Mit brennender Sorge von Papst Pius XI. wird veröffentlicht. Sie setzt sich kritisch mit der in Deutschland für die katholische Kirche durch die nationalsozialistische Machtübernahme entstandenen Situation auseinander.
- 26. April – Die baskische Stadt Gernika wird durch Flugzeuge der Legion Condor bombardiert.
- 27. Mai – In San Francisco wird die Golden Gate Bridge ihrer Bestimmung übergeben.
- 7. Juli – Der Zwischenfall an der Marco-Polo-Brücke löst den Zweiten Japanisch-Chinesischen Krieg aus. Die Kaiserlich Japanische Armee dringt in der Folge von der Mandschurei aus immer weiter in den Süden Chinas vor.

## Hörfunk
- Die „Radio-Genossenschaft Basel“ (heute „SRG Region Basel“) gründet zur kulturellen Förderung des Rundfunkprogramms die Stiftung Radio Basel.
- 18. Januar – Die Soap Opera Aunt Jenny’s Real Life Stories hat auf CBS Premiere. Die 15-Minuten-Serie ist bis 1956 im Programm.
- 6. Mai – Das Unglück der Hindenburg bei der Landung in Lakehurst, New Jersey ist mittels der berühmt gewordenen Reportage von Herbert Morrison live im Radio mitzuverfolgen.
- 1. Oktober – Radio Schweden strahlt erstmals die Nachrichtensendung Dagens eko (deutsch: „Echo des Tages“) aus.
- 10. November – Der Präsident Brasiliens, Getúlio Dornelles Vargas, ruft mittels Hörfunk aufgrund eines angeblich kurz bevorstehenden kommunistischen Putsches den Notstand aus und regiert – vorerst auf 90 Tage beschränkt – autoritär.

## Fernsehen
- 21. Januar – In London tritt im Studio der BBC Marcel Boulestin als erster Fernsehkoch in der Sendung Cook’s Night Out vor die Kamera.
- 6. Februar – Die BBC gibt das von John Logie Baird entwickelte Fernsehsystem zu Gunsten der 405-Zeilen-Norm von Marconi auf.
- 9. März – In der Sowjetunion finden erste experimentelle Fernsehübertragungen statt.
- 12. Mai – Für die Berichterstattung zu den Krönungsfeierlichkeiten für König Georg VI. setzt die BBC erstmals einen Übertragungswagen ein. Dieses wichtige Ereignis aus der Frühgeschichte des Fernsehens wurde mittels eines von einer 8-mm-Kamera vom Bildschirm abgefilmten Amateurmitschnitts der Nachwelt erhalten.
- 14. Mai – Die BBC zeigt eine Aufführung von Was ihr wollt. Es handelt sich um die möglicherweise erste Darbietung eines Stückes von William Shakespeare im Fernsehen.
- 21. Juni – Zum ersten Mal werden die Wimbledon Championships im Fernsehen übertragen.
- 10. Juli – Auf der Weltausstellung in Paris wird ein 455-Zeilen-Fernsehsystem vorgestellt.

## Geboren
- 3. Januar – Glen A. Larson, US-amerikanischer Fernsehproduzent (Ein Sheriff in New York, 1970–1977; Magnum, 1981–1988), wird in Los Angeles geboren († 2014).
- 3. März – Rolf Bohnsack, deutscher Schauspieler, wird in Husum geboren. Er wird vor allem durch die zahlreichen Fernsehübertragungen aus dem Hamburger Ohnsorg-Theater bekannt werden († 2009).
- 22. März – Peter Vogel, deutscher Schauspieler (erster Darsteller der Figur des Major ‚Adolf Kottan‘ in Kottan ermittelt), wird in München geboren († 1978).
- 8. April – Michael Leckebusch, deutscher Fernsehproduzent (Beat-Club), wird in Leipzig geboren († 2000).
- 15. Juni – Herbert Feuerstein, österreichischer Kabarettist und Moderator (Schmidteinander), wird in Zell am See geboren († 2020).
- 12. Juli – Bill Cosby, US-amerikanischer Schauspieler und Entertainer, wird in Philadelphia geboren.
- 27. Juli – Don Galloway, US-amerikanischer Schauspieler und Seriendarsteller (General Hospital; Der Chef), wird in Brooksville (Kentucky) geboren († 2009).
- 11. August – Uta Sax, deutsche Schauspielerin, wird in Backnang geboren.
- 14. August – Hans Thomas, deutscher Jazzmusiker und Musikredakteur (Jazztime, Treffpunkt Jazz), wird in Beuel geboren († 2019).
- 18. August – Willie Rushton, britischer Cartoonist und Radiocomedian (I’m Sorry I Haven’t a Clue), wird in Chelsea (London) geboren († 1996).
- 25. August – Wolfgang Korruhn, deutscher Fernsehjournalist und Moderator (WDR-Politmagazin ZAK), wird in Halle (Saale) geboren († 2003).
- 8. September – Helga Hahnemann, deutsche Schauspielerin, Entertainerin (zahlreiche Auftritte in der DFF-Unterhaltungssendung Ein Kessel Buntes) und Berliner Original, wird in Berlin geboren († 1990).
- 17. Dezember – Kerry Packer, australischer Medienunternehmer, wird in Sydney geboren († 2005).
- 29. Dezember – Dieter Thomas Heck, deutscher Moderator (ZDF-Hitparade, 1969–1984), wird in Flensburg geboren († 2018).

## Gestorben

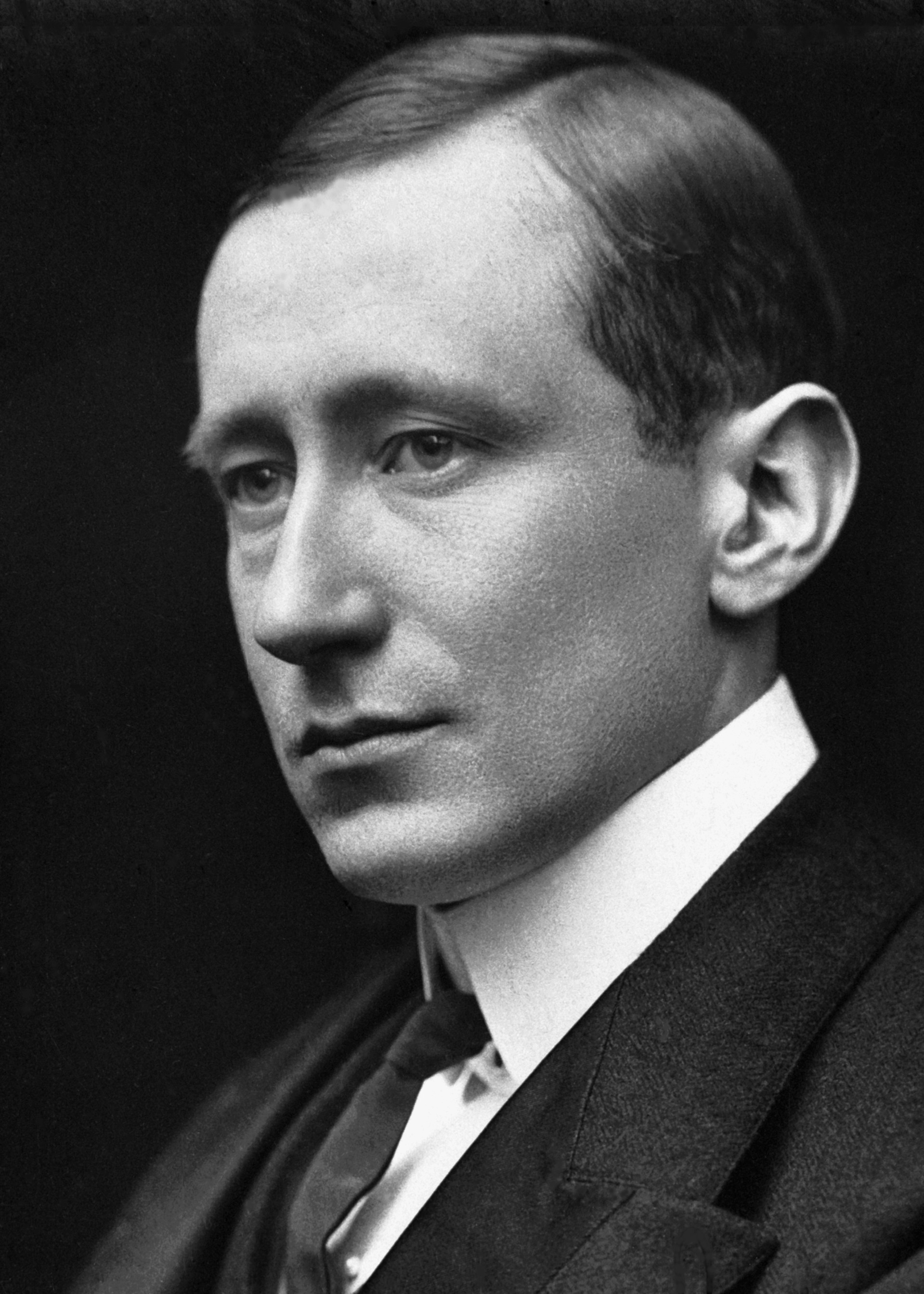
1937: Der Rundfunkpionier Guglielmo Marconi stirbt

- 3. Mai – Konrad Gebhardt, deutscher Schauspieler und Hörspielsprecher stirbt 55-jährig in Hamburg.
- 20. Juli – Guglielmo Marconi, italienischer Physiker, Rundfunkpionier und Unternehmer stirbt 63-jährig in Rom.